# Lodewijk Dosfel
Lodewijk Dosfel (né à Termonde le 15 mars 1881 et mort le 27 décembre 1925) est un poète et dramaturge flamand, membre correspondant de l'Académie royale de langue et de littérature flamande. Il était un homme important pour le nationalisme flamand.
L'institut d'études de la Volksunie fut nommé d'après lui.